# ویلیام ریس
ویلیام ریس (انگلیسی: William E. Rees؛ زادهٔ december ۱۸, ۱۹۴۳ (۸۱ سال)) استاد دانشگاه اهل کانادا است. پروفسور ممتاز در دانشگاه بریتیش کلمبیا و مدیر پیشین دانشکده برنامه‌ریزی جامعه و منطقه‌ای (SCARP) در UBC است. ریس از سال ۱۹۶۹ تا ۷۰ در دانشگاه بریتیش کلمبیا تا زمان بازنشستگی خود در سال‌های ۱۲–۲۰۱۱ تدریس کرد، اما از آن زمان به نوشتن و تحقیق خود ادامه داده‌است. علاقه اصلی او در سیاست گذاری عمومی و برنامه‌ریزی مربوط به روندهای جهانی محیط زیست و شرایط اکولوژیکی برای توسعه اجتماعی-اقتصادی پایدار است. او مبتکر مفهوم «ردپای زیست‌محیطی» و توسعه‌دهنده این روش است.